# Bacanje hrane
Bacanje hrane odnosi se na sve veću količinu uništene hrane koja se može izbeći, a posledica je industrijske ili masovne proizvodnje hrane. Uzroci uništenja hrane su brojni, a pojavljuje se u fazama proizvodnje, prerade i trgovine, iako bi ih bilo moguće izbeći.

## Statistika
Švedski institut za hranu i biotehnologiju ustanovio je da se na svetu oko 1,3 milijarde tona hrane godišnje baca, što je oko trećinu ukupne godišnje svetske proizvodnje.
Istovremeno preko 20.000 dece mlađe od pet godina umire svakoga dana od gladi.
Prema izveštaju FAO (Food and Agriculture Organization) oko 90 miliona tona hrane gubi se godišnje u Evropi.
Svaki građanin Srbije za godinu dana baci 83 kilograma hrane, što je 726.196 tona godišnje, pokazuje najnoviji izveštaj Programa Ujedinjenih nacija za zastitu zivotne sredine - UNEP. U izveštaju UNEP  procenjuje se da otpad od hrane iz domaćinstava, maloprodajnih objekata i prehrambene industrije iznosi ukupno 931 milion tona svake godine.

## Spoljašnje veze
- Kako smanjiti bacanje hrane
- Članak N1 o bacanju hrane